# مونبه

المونبه (باليابانية: もんぺ) هو نوع من البناطيل أو الهاكاما النسائية في اليابان ترتدى عادة أثناء العمل وخاصة لدى الفلاحين. يكون المونبه عريضاً عند الحوض ويضيق عند الكاحلين، ويكون بالإمكان إدخال السترة العلوية في داخل البنطال من أجل تسهيل العمل.

## اقرأ أيضا
- كوكومين فوكو